# 브룩 베네딕
브룩 베네딕(Brooks Benedict, 1896년 2월 6일 ~ 1968년 1월 1일)은 미국의 배우이다.

## 영화
- 돌아온 조로 (1959년)
- 하우스보트 (1958년)
- 브로드웨이의 자장가 (1951년)
- 열차 안의 낯선 자들 (1951년)
- 뉴올리언즈 (1947년)
- 조니 어클락 (1947년)
- 과거로부터 (1947년)
- 홀리데이 인 멕시코 (1946년)
- 비코즈 오브 힘 (1946년)
- 러버 컴 백 (1946년)
- 이츠 어 프레저 (1945년)
- 조지 화이트의 스캔달 (1945년)
- 아틀란틱 시티 (1944년)
- 쉐인 온 하베스트 문 (1944년)
- 데이 갓 위 컨버드 (1943년)
- 레츠 페이스 잇 (1943년)
- 해피 고 럭키 (1943년)
- 허스 투 홀드 (1943년)
- 갱스 올 히어 (1943년)
- 더 글래스 키 (1942년) - 맨 앳 캠페인 헤드쿼터스 역
- 싱 유어 워리스 어웨이 (1942년)
- 내 사랑 마녀 (1942년)
- 페이퍼 블렛 (1941년)
- 상하이 제스처 (1941년)
- 루이지아나 퍼처스 (1941년)
- 블루스 인 더 나잇 (1941년)
- 마이 라이프 위드 캐롤라인 (1941년)
- 블루스의 탄생 (1941년)
- 이프 아이 해드 마이 웨이 (1940년)
- 노, 노, 나네트 (1940년)
- 키티 포일 (1940년)
- 스토리 오브 버넌 앤 아이린 캐슬 (1939년)
- 로즈 오브 워싱턴 스퀘어 (1939년)
- 포효하는 20년대 (1939년)
- 스파이더스 웹 (1938년)
- 저스트 어라운드 더 코너 (1938년)
- 리틀 미스 브로드웨이 (1938년)
- 스윗하츠 (1938년)
- 고잉 프레이스 (1938년)
- 찰리 찬 앳 더 올림픽 (1937년)
- 딕 트레이시 (1937년)
- 돌아온 조로 (1937년)
- 씬 아이스 (1937년)
- 폴로우 더 플릿 (1936년)
- 쇼 보트 (1936년)
- 투 포 투나잇 (1935년)
- 365 나이츠 인 헐리우드 (1934년)
- 더 프라이즈파이터 앤 더 레이디 (1933년)
- 걸 크레이지 (1932년)
- 스트리트 오브 찬스 (1930년)
- 스피디 (1928년)
- 강자 (1926년)
- 쿵, 쿵, 쿵 (1926년)
- 신입생 (1925년)